# 日本ラインゴルフ倶楽部
日本ラインゴルフ倶楽部（にほんラインゴルフくらぶ）は、岐阜県可児市室原に広がるゴルフ場である。

## 概要
1955年（昭和30年）代、中京地区はゴルフ場の新設ブームを迎え、36ホール計画は初めてと話題になった。1964年（昭和39年）12月24日、岐阜県可児丘陵の日本ラインの美濃太田側乗船場近くに、36ホール規模のゴルフ場計画が動き出した。新たなゴルフ場の建設に向け母体会社「日本ライン観光株式会社」が設立された。
コース設計は東西コースとも、「川奈ホテルゴルフコース」で育ち、1955年（昭和30年）代に関東プロゴルフ協会（現・日本プロゴルフ協会）の会長でプロ界の再建に尽力した村上義一に依頼した。村上は同じ岐阜県内の「愛岐カントリークラブ・桜ケ池コース」の設計を行い、その評価に引かれて決定された。設計思想としては、神奈川の名門「相模原ゴルフクラブ・西コースは自然林を生かした緻密な戦略性のあるコースで評判が高い。
1966年（昭和41年）11月13日、現・西コース18ホール、6,780ヤードパー72規模のゴルフ場が完成、開場された。同時に東コースの工事の進行を進め、1967年（昭和42年）9月、27ホール規模となり、1970年（昭和45年）11月、36ホール規模のゴルフ場が正式に開場された。
コースは、雄大なスケールの36ホールの丘陵コースで、西コースは、高低差が30m程でホール間を主に松の樹や栗林でセパレートされ、ウォーターハザードやクロスバンカーがあり戦略性が求められる、チャンピオンコースである。東コースは、西コースよりも距離が長く、ホール間は多くの樹種でセパレートされており、地形を自然のままに生かしたレイアウトで、谷越えや池で変化に富んでおり技術を要求されるコースである。
日本のプロゴルフメジャー大会の1つ、日本ゴルフ協会主催競技でもあり、日本選手権大会に相当する、日本オープンゴルフ選手権競技大会など多くの大会開催の実績がある。

## 所在地
〒509-0253 岐阜県可児市室原87番地

## コース情報
- 開場日 - 1966年11月13日
- 設計者 - 村上 義一
- 面積 - 1,820,000m2（約55万坪）
- コースタイプ - 丘陵コース
- コース - 36ホールズ、パー144、13,719ヤード、コースレート 西コース72.5、東コース72.7
- グリーン - 2グリーン、ベント（ペンクロス）
- フェアウエイ - コーライ
- ラフ - コーライ
- ハザード - バンカーの180、池が絡むホール16
- プレースタイル - 乗用カート(5人乗り)、リモコン式、キャディ付き
- 練習場 - 45打席 250ヤード
- 休場日 - 毎週月曜日(祝日の場合翌日)、12月31日、1月1日[1][2]

## クラブ情報
- ハウス面積 - 5,115m2（1,547坪）
- ハウス設計 - 久米建築事務所（現・株式会社久米設計）
- ハウス施工 - 株式会社富士工[1][2]

## ギャラリー
- コース - [3][4]
- ハウス - [5]

## 交通アクセス
鉄道
- 名古屋鉄道（名鉄）西可児駅よりタクシー利用
- 名鉄犬山駅よりタクシー利用

道路
- 中央自動車道 - 小牧東ICより 9km[6]

## メジャー選手権
- 1977年（昭和52年） - 第45回 日本プロゴルフ選手権大会開催[7]
- 1981年（昭和56年） - 第46回 日本オープンゴルフ選手権競技大会開催[8]
- 1986年（昭和61年） - 第54回 日本プロゴルフ選手権大会開催[7]

## エピソード
- 日本ラインは、岐阜県美濃太田から愛知県犬山市までの13kmの木曽川の渓谷美と8カ所の早瀬を抜ける景観が、欧州中央を流れるライン川に似ているとして命名された[9]。
- 「日本ラインゴルフ倶楽部」の設計は、ロングドライブで競う設計ではなく、精度の高いプロ技術を求める設計が特徴である[9]。

## 関連文献
- 『月刊ゴルフマネジメント』、5月20(177)、「日本オープン物語 表紙・日本ラインゴルフ倶楽部」、東京 一季出版、1999年5月
- 『ゴルフ場ガイド 西版』2006-2007、「日本ラインゴルフ倶楽部（岐阜県）」、東京 ゴルフダイジェスト社、2006年5月
- 『美しい日本のゴルフコース BEAUTIFUL GOLF CULTURE IN JAPAN 日本のゴルフ110年記念 ゴルフは日本の新しい伝統文化である』、ゴルフダイジェスト社「美しい日本のゴルフコース」編纂委員会編、「日本ラインゴルフ倶楽部」、東京 ゴルフダイジェスト社、2013年12月